# Table Hill
Der Table Hill (englisch für polnisch Pagórek Stołowy ‚Tafelhügel‘) ist ein rund 200 m hoher Hügel mit flachem Gipfel auf King George Island im Archipel der Südlichen Shetlandinseln. Er ragt südlich des Three Musketeers Hill im Gebiet des Domeyko-Gletschers am Mackellar Inlet auf.
Polnische Wissenschaftler benannten ihn 1984 deskriptiv.